# Ph. Ant. Fauler

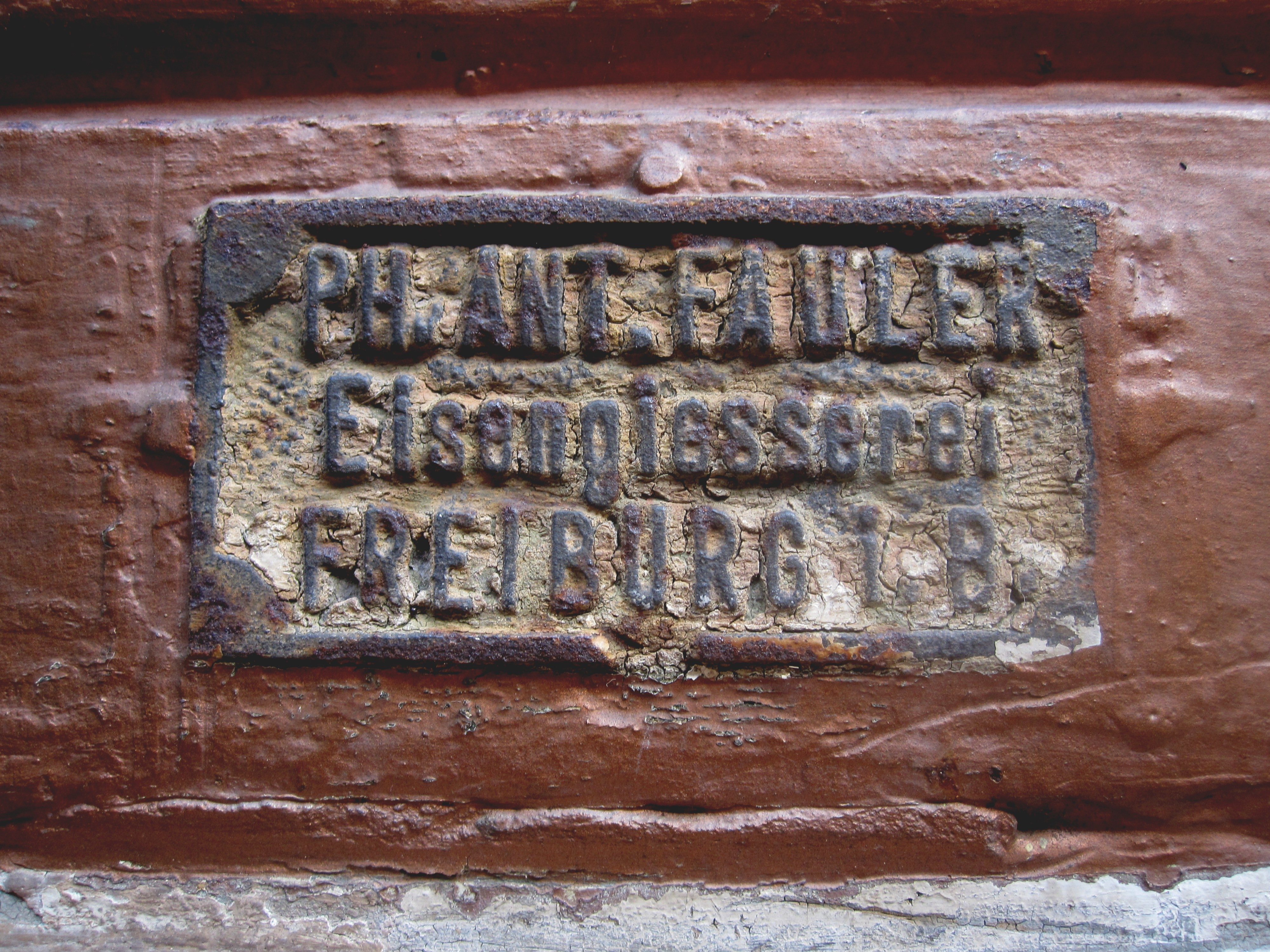
Gussstempel der Firma Ph. Ant. Fauler

Ph. Ant. Fauler war eine Eisenhütte und Stahlbaubetrieb von 1838 bis 1919 in Falkensteig und Freiburg im Breisgau.

## Gründung
Philipp Anton Fauler war Pächter eines Hüttenwerks in Thiergarten im Donautal im heutigen Landkreis Sigmaringen. Im Jahr 1838 kaufte er für seine Söhne Eduard Johann Anton (1819–1882) und Hermann Georg (1821–1882) das Eisenwerk Falkensteig , das in der Folge unter „Ph. Ant. Fauler“ handelte. Eduard Fauler wohnte in Freiburg, wo er einen Eisenhandel und den Verkauf der Erzeugnisse des Eisenwerks betrieb. Von 1859 bis 1871 war er auch Bürgermeister der Stadt. Hermann leitete zunächst den Betrieb in Falkensteig.
1859 kauften die Brüder Fauler in Falkensteig auch das Hofgut Himmelreich, eines der ältesten Hofgüter im Dreisamtal. Es wird schon 1397 im Dingrodel, der Ortsverfassung, von Zarten erwähnt.

## Betrieb Falkensteig

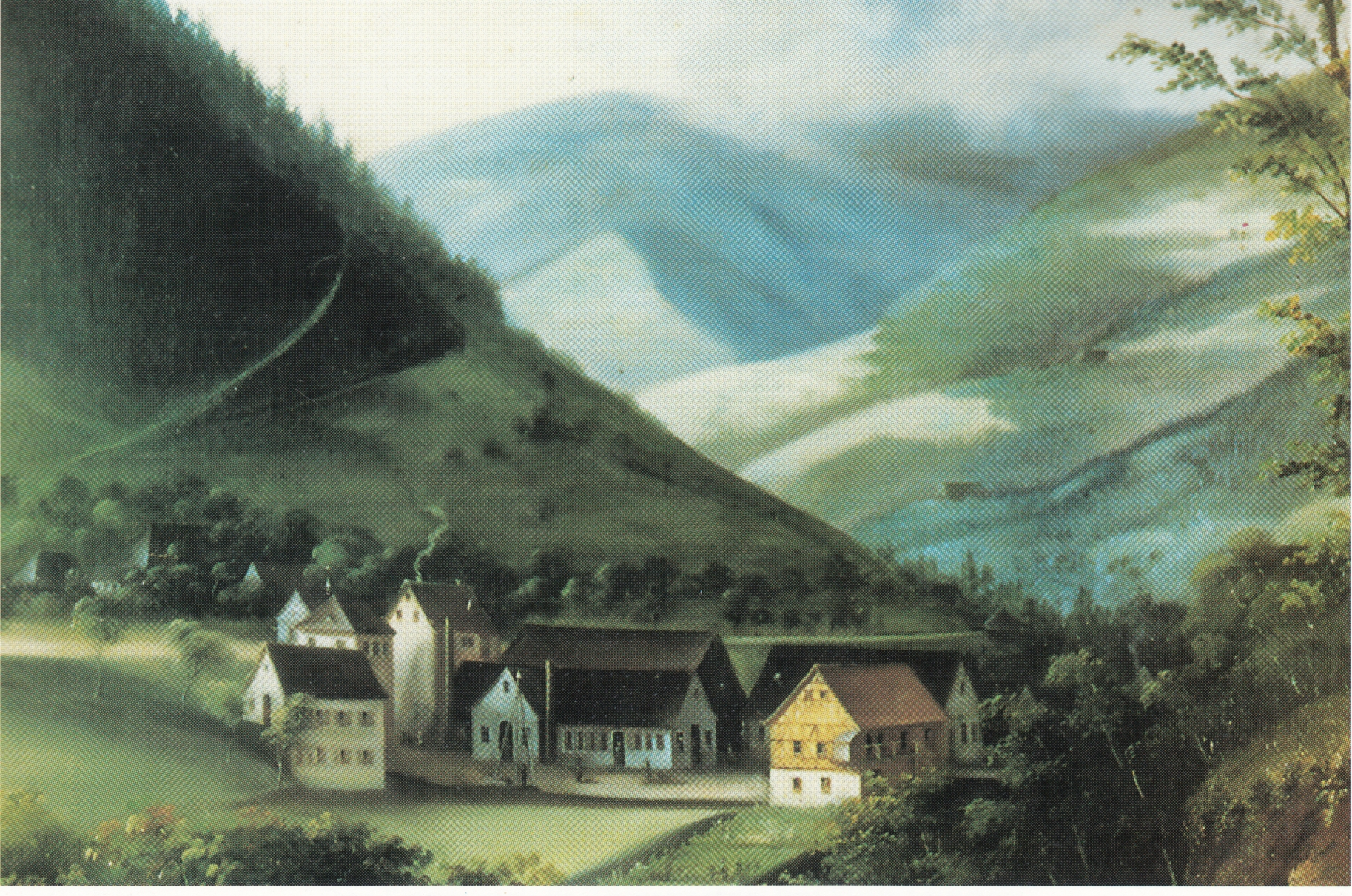
Das Eisenwerk in Falkensteig. Gemälde von 1854

In Falkensteig befand sich das ursprüngliche Eisenwerk, das in der Vergangenheit „Obere Blechschmiede“ genannt worden war. Es lag östlich des Bahnhofs Himmelreich, im jetzigen Wohngebiet „Blechschmiede“. Dort wurde ein Walzwerk und ein Großhammerwerk mit drei Hämmern betrieben. Als Brennmaterial dienten Torf aus Hinterzarten und Breitnau sowie Holzkohle von Köhlern aus dem Schwarzwald. Zu diesem Betriebsteil gehörte ein Frischfeuer, in dem Masseln unter anderem vom Eisenwerk Kandern sowie Alteisen in Luppen umgewandelt wurden, die ausgeschmiedet und zu Stabeisen verarbeitet wurden. Anfang der 1840er-Jahre wurde das Walzwerk durch das Unternehmen Bernoulli, Rowlandson & Comp. aus Immendingen umgebaut und erweitert. Zusätzlich wurde 1853 ein Kupolofen mit einer Eisengießerei errichtet.
1858 entstand weiter oben im Höllental als zweiter Betriebsteil eine Drahtzieherei, in der unter Ausnutzung von Wasserkraft auch Stifte hergestellt wurden.

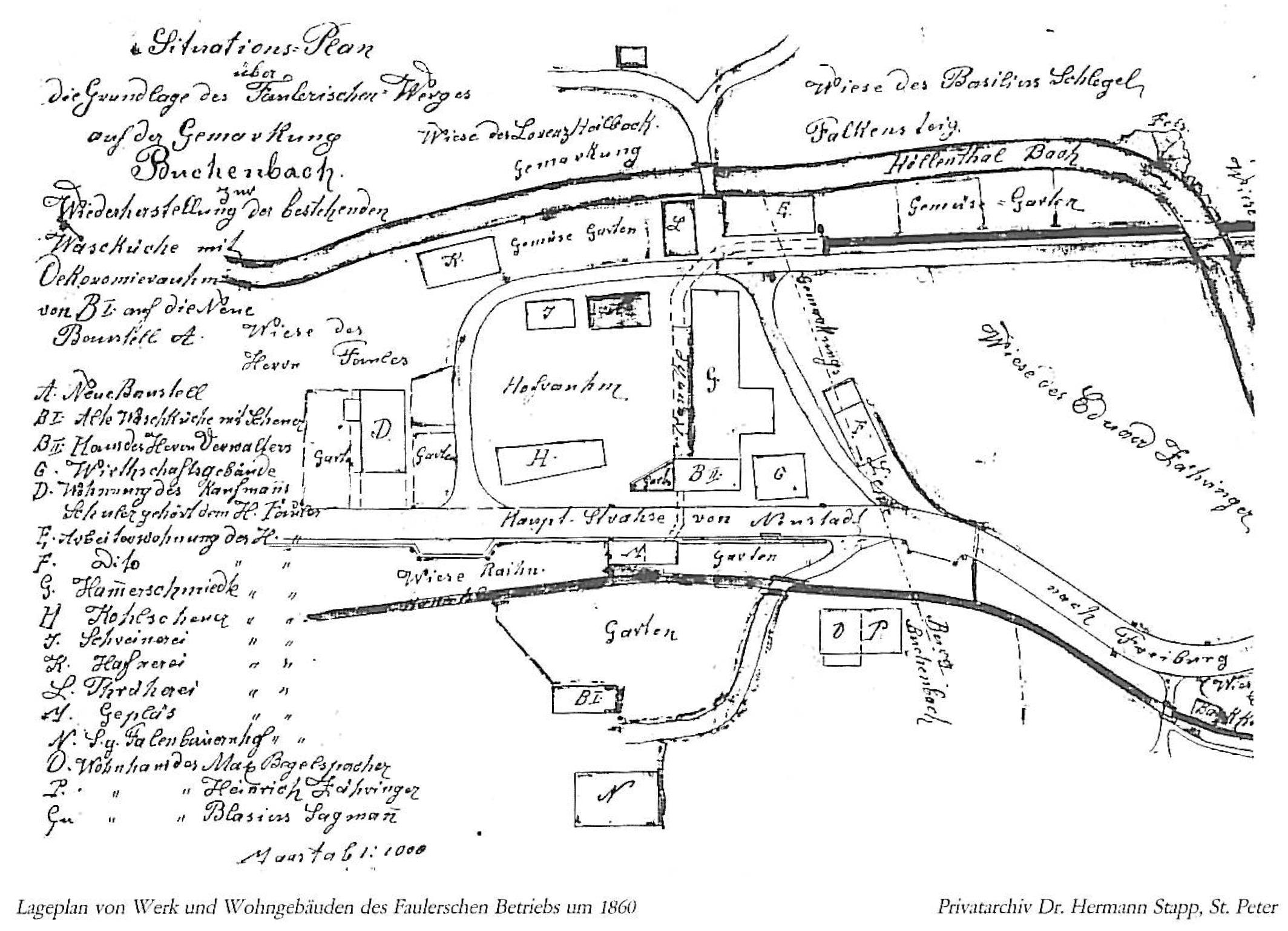
Lageplan des Eisenwerks von 1860. Die Karte ist gesüdet

Die auf dem Lageplan dargestellte dritte Betriebsstätte wurde 1860 an der Landstraße gegenüber dem Wohnhaus des Hermann Fauler eingerichtet. Dabei handelte es sich um ein Kleinhammerwerk, bei dem drei Hämmer durch ein oberschlächtiges Wasserrad und das Gebläse durch ein zweites angetrieben wurden. Hier wurden Achsen und Pflugteile produziert.
Zeitweise beschäftigte das Unternehmen auf diese Weise bis zu 400 Arbeiter mit der Herstellung von Walz-, Schmiede- und Gusseisen.
Die frühindustrielle Produktionsweise der Firma Fauler konnte mit der rasanten Entwicklung der Eisenindustrie nicht Schritt halten. 1872 waren nur noch 41 Arbeiter tätig, die 300 Tonnen Eisen und 150 Tonnen Eisendraht herstellten. Im selben Jahr musste der Walzwerkbetrieb wegen der unrentablen Produktion unter Verwendung von Holzkohle eingestellt werden. An dieser Situation hatte zuletzt auch der Einsatz von Steinkohle nichts ändern können, die der neu entstandenen Konkurrenz im Rheinland viel günstiger zur Verfügung stand. Die Fabrikgebäude wurden zwischen 1924 und 1928 niedergerissen. Ein Gebäude ist aber erhalten, das „Haus zum Hammer“ an der Höllentalstraße. Die Drahtzieherei musste in den 1890er-Jahren abgebrochen werden. An ihrer Stelle entstand eine Sägemühle. Schon vorher war 1866 die Eisengießerei abgebrannt.

## Betrieb Freiburg

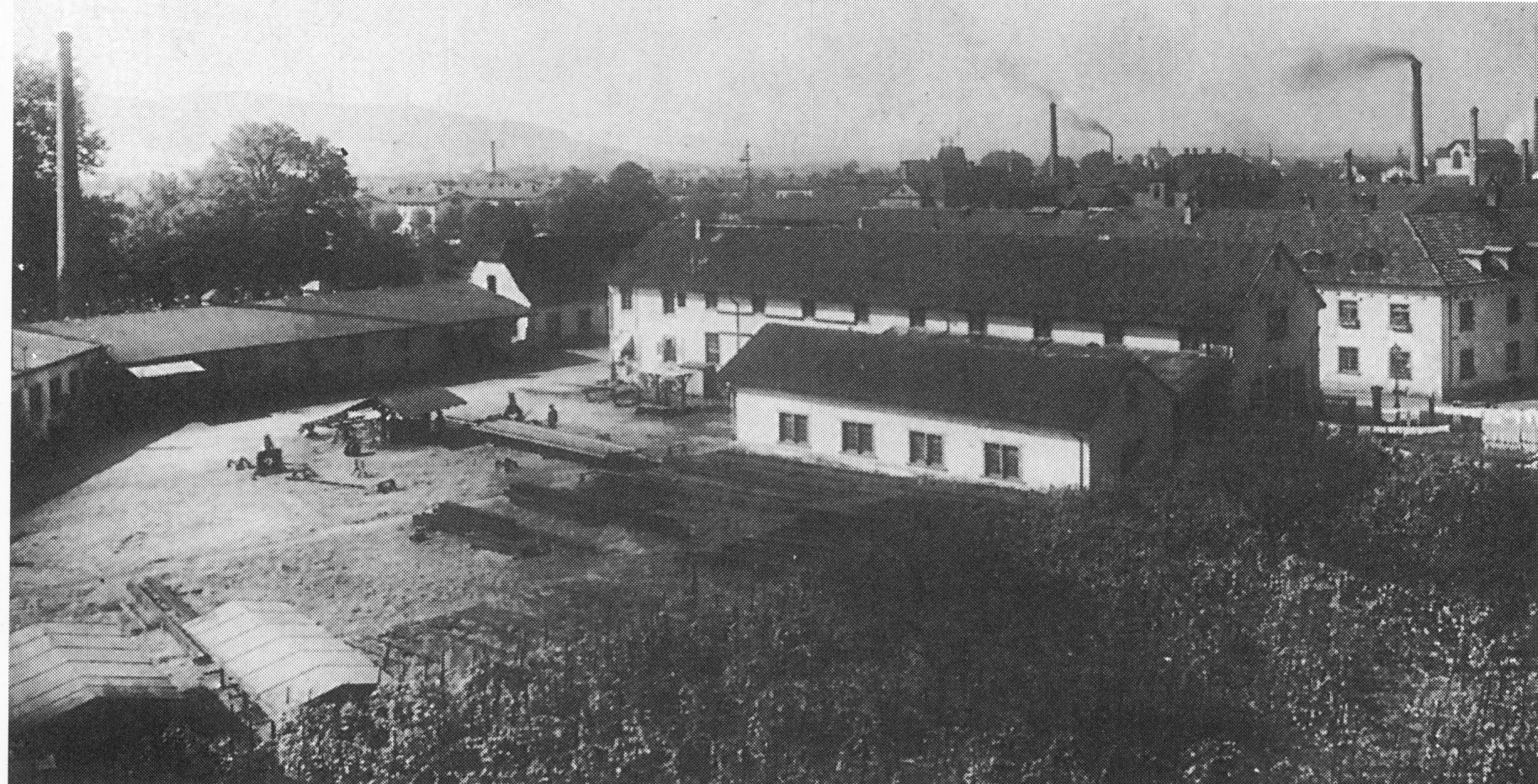
Gebäude des Eisenwerks in Freiburg, Aufnahme 1912. Im Vordergrund sind noch Reben zu sehen

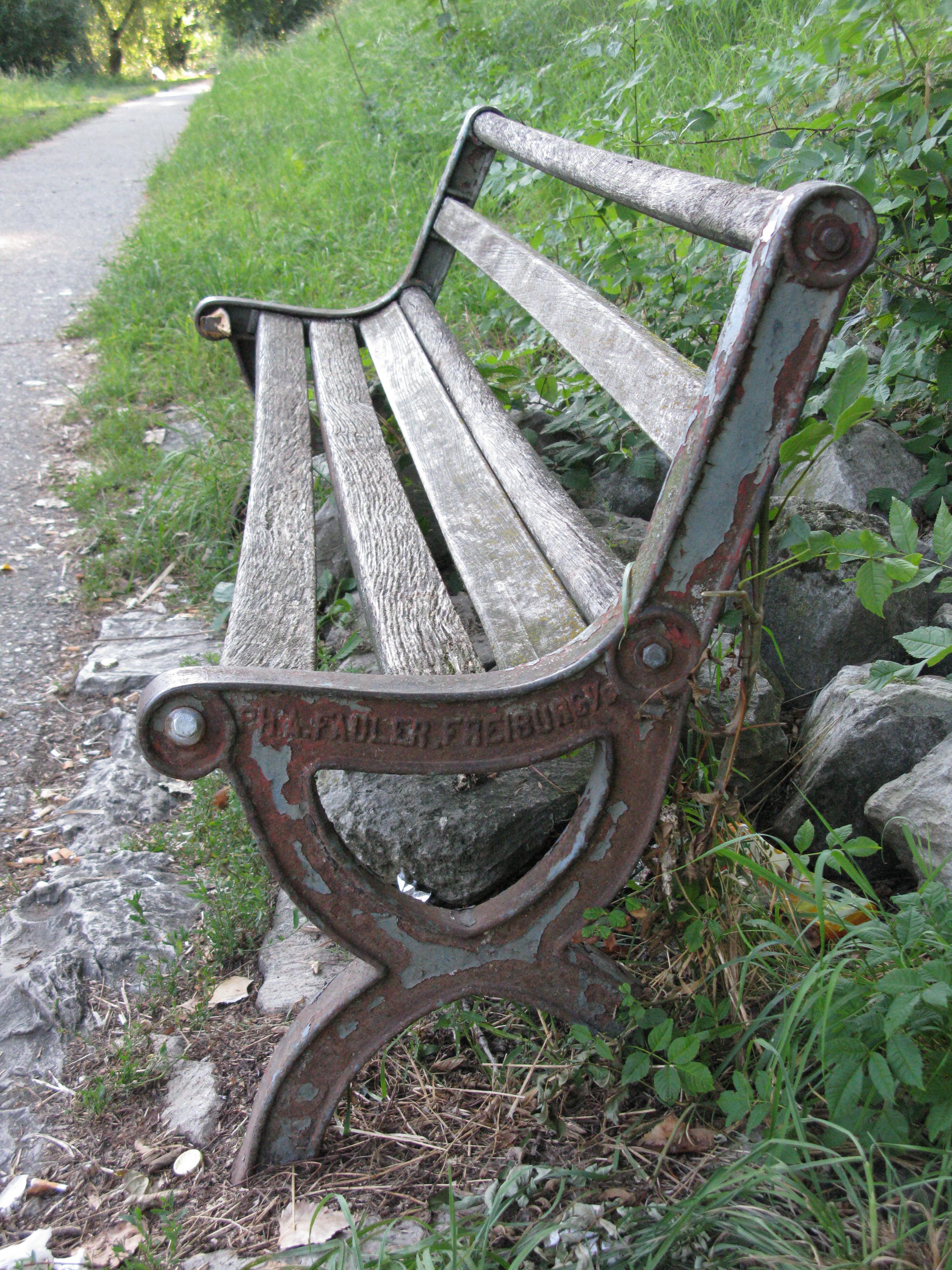
Parkbank mit Gusseisenteilen von Fauler

Bereits 1864/65 war die Eisengießerei allerdings nach Freiburg verlegt worden, sodass die Produktion ohne Unterbrechung weitergeführt werden konnte. Beide Betriebe zusammen beschäftigten zu diesem Zeitpunkt 120 Mitarbeiter. Hermann Fauler siedelte 1866 ebenfalls nach Freiburg um, um dort den erweiterten Betrieb einschließlich einer mechanischen Werkstätte zu führen. Die Betriebsstätten in Falkensteig wurden in der Folge von einem Verwalter geleitet. 1869 waren allein in Freiburg 100 Arbeiter tätig.
Die Fabrik befand er sich mit den dazugehörigen Wasserrechten am südlichen Arm des Gewerbekanals mit der Anschrift Wilhelmstraße 5. Sie war günstig in die Nähe des 1845 errichteten Bahnhofs gelegen, und zwar in dem Bereich zwischen der heute nach Eduard Fauler benannten Faulerstraße, vormals Grünstraße, und dem Weg „Alte Gießerei“. Das Gebiet, in dem sich zu dieser Zeit neben der Firma Fauler noch zahlreiche weitere Gewerbebetriebe ansiedelten, trug die Bezeichnung „Im Grün“. Es war ursprünglich ein Teil des freien Feldes vor der Befestigung der Stadt gewesen. Die Geschäftsräume von Ph. Ant. Fauler befanden sich in der Kaiserstraße. Sie wurden 1881 mit der Betriebstätte durch die erste Telefonleitung Freiburgs verbunden.
Das Angebot bestand aus Straßenlaternen, Wendeltreppen, Öfen, Rädern, Pflügen und Haushaltsgegenständen wie Waffeleisen oder Töpfen, sowie aus Parkbänken, Wegweisern, Jauchepumpen und Wasserrädern.
In Freiburg finden sich von Ph. Ant. Fauler noch Straßenlaternen, Parkbänke und zahlreiche Portale aus Gusseisen an den Fassaden von Geschäften, etwa Löwenstraße 4, Schusterstraße 25 und 44, Salzstraße 35, Gerberau 6 und 7 oder Rathausgasse 24. Auch im Umkreis sind Produkte des Betriebs zu sehen, etwa in Form der Säulen in der Eingangshalle des Schlosses von Ebringen. 1871 nahm Ph. Ant. Fauler den Aufbau der Gusseisenbrücke in Staufen vor.
Nach dem Tod der beiden Brüder Hermann und Eduard 1882 wurde der Betrieb von dem Schwiegersohn Eduards, Arthur Pfeilsticker, und den Söhnen Hermann Georgs, nämlich Hermann Eduard und zunächst Anton geführt (nach dessen Ausscheiden etwa 1890: Alfred, Verfasser der Notizen über das Eisenwerk Falkensteig). Das Unternehmen konzentrierte sich nun auf den Stahlbau und stellte Brücken und Aussichtstürme her wie
- den Roßkopfturm in Freiburg (1889),
- den Aussichtsturm auf dem Hochblauen oberhalb Badenweiler (1895),
- den Tour du Belvédère bei Mulhouse im linksrheinischen französischen Elsass (1898),
- den Lembergturm auf der höchsten Erhebung der Schwäbischen Alb („Die Fa. Fauler aus Freiburg/Breisgau führte die Arbeiten mit 12 Mann 1899 in einer Bauzeit von nur 3 Monaten aus“).[9]

Die häufige Darstellung in der Region Freiburg, diese Bauwerke seien von „dem Ingenieur Philipp Anton Fauler“ konstruiert worden, ist falsch. Hersteller aller Bauwerke war die „Firma Ph. Ant. Fauler“, zumal Philipp Anton Fauler selbst bereits 1850 verstorben war.
Nach dem Tod Arthur Pfeilstickers 1911 wurde Ph. Ant. Fauler von dessen Sohn Johannes geleitet. Dieser konnte aber wohl nur noch die Abwicklung vornehmen. 1913 ging die Eisengießerei an die Firma Raimann in St. Georgen. Bei Ausbruch des Ersten Weltkrieges musste der restliche Betrieb erheblich eingeschränkt werden, nach dessen Ende wurde er sowohl in Falkensteig wie auch in Freiburg liquidiert.